# Storholmen (Sveio)
Ne doit pas être confondu avec Storholmen, Storholmen (Bergen), Storholmen (Etne), Storholmen (Fusa), Storholmen (Kvinnherad), Storholmen (Lindås), Storholmen (Masfjorden), Storholmen (Osterøy) ou Storholmen (Stord).
Storholmen est une île norvégienne dans le landskap Sunnhordland du comté de Vestland. Elle appartient administrativement à Sveio.

## Géographie
Rocheuse et couverte d'une légère végétation, elle s'étend sur environ 587 m de longueur pour une largeur approximative de 194 m. 